# SG Sonnenhof Großaspach
Sportgemeinschaft Sonnenhof Großaspach e.V. – niemiecki klub piłkarski z siedzibą w mieście Aspach, występujący w Regionallidze Südwest.

## Historia
Klub został założony w 1994 roku w wyniku fuzji drużyn Spvgg Großaspach i FC Sonnenhof Kleinaspach. Wystartował wówczas w Landeslidze Württemberg, stanowiącej szósty poziom rozgrywek. W 2002 roku awansował do piątej ligi (Verbandsliga), a w 2005 roku do czwartej (Oberliga). W 2008 roku spadł z powrotem do piątej ligi, jednak w 2009 roku ponownie awansował do czwartej ligi, którą była już wówczas Regionalliga. W 2014 roku zespół wywalczył awans do 3. Ligi.

## Reprezentanci kraju grający w klubie
- Aleksandr Kuczma
- Njazi Kuqi
- David Yelldell